# 费拉斯·埃斯迈尔
费拉斯·埃斯迈尔 （فراس إسماعيل Feras Esmaeel，1983年1月3日—），是一名叙利亚职业足球运动员，现效力于阿尔贾伊什队。

## 俱乐部生涯
埃斯迈尔曾先后效力于叙利亚联赛球队阿尔贾伊什、卡哈达、阿尔卡拉马，2009年，他回到阿尔贾伊什。他在亚洲杯预选赛客场0比0逼平中国队的比赛中表现出色，引起中国足球超级联赛球队大连实德的注意。